# Iván Gilmartín
Gilmartín  Hernangomez est un nom espagnol. Le premier nom de famille, en général paternel, est Gilmartín ; le second, en général maternel, souvent omis, est Hernangomez.
Iván Gilmartín Hernangomez (né le 14 avril 1983 à Ségovie) est un coureur cycliste espagnol. Il est membre en 2006 de l'équipe continentale professionnelle Kaiku.

## Palmarès et classements mondiaux

### Palmarès
- 2002
  - Antzuola Saria
- 2003
  - 3e du Grand Prix de la ville de Vigo
- 2004
  - 3eb étape du Tour de la Bidassoa
  - 2e du Tour de la Bidassoa
- 2005
  - Prueba Loinaz
  - Laudio Saria
- 2007
  - 2e étape du Tour des Pyrénées
  - 3e de la Clásica Memorial Txuma

### Classements mondiaux
| Année           | 2005   | 2006 | 2007 |
| --------------- | ------ | ---- | ---- |
| UCI Europe Tour | 1 059e |      | 567e |